# Giuseppe De Nittis

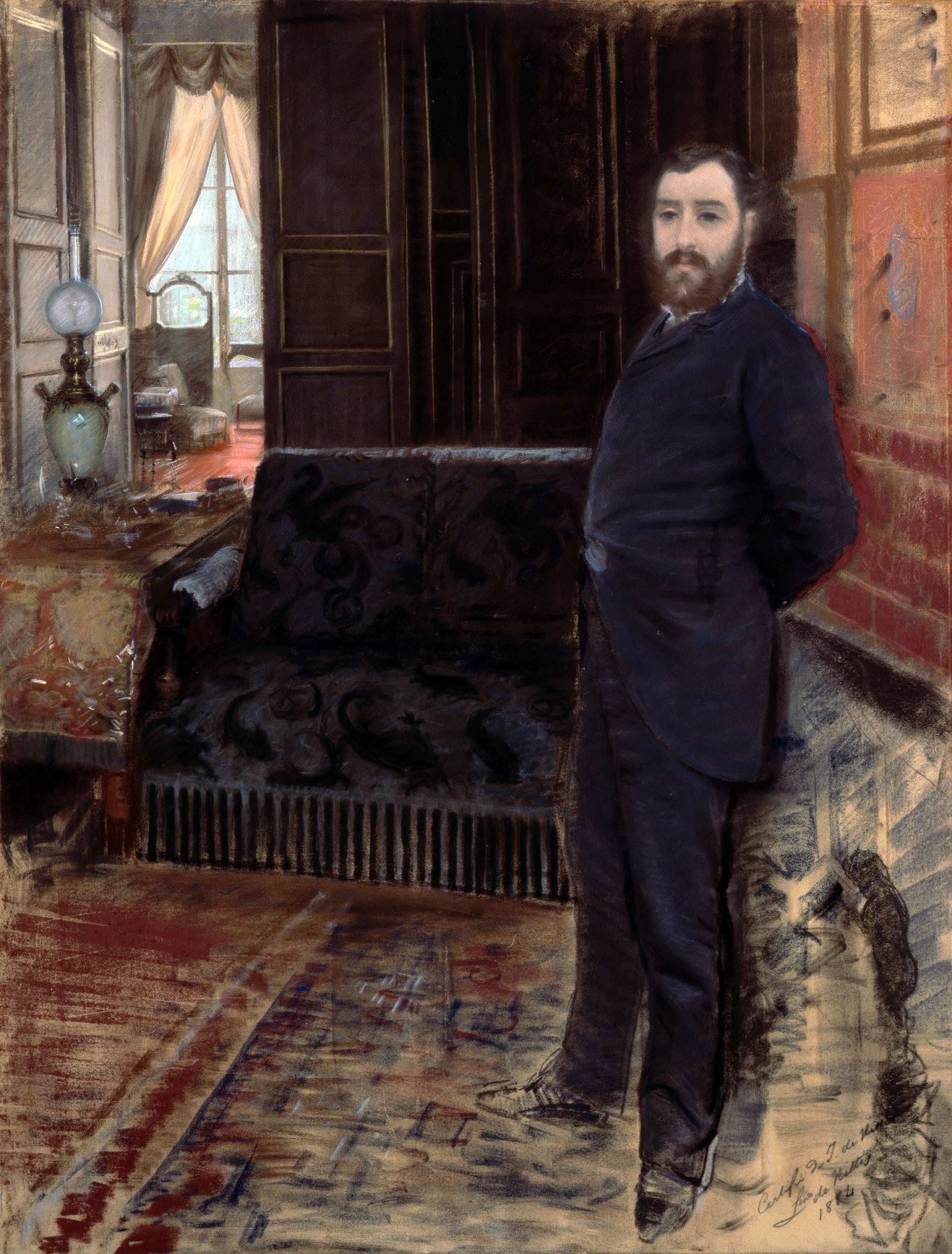
Selbstporträt (Öl auf Leinwand, um 1880)

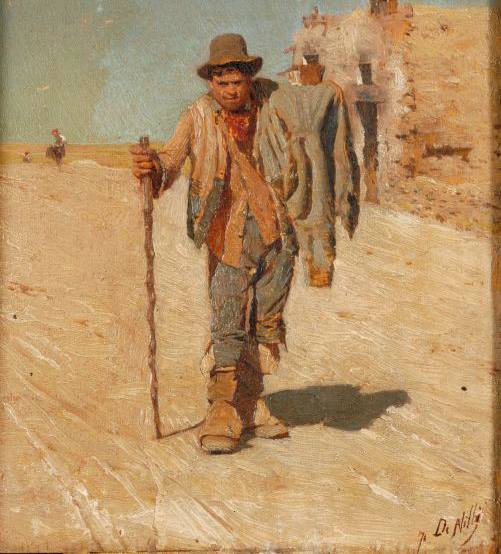
Ölgemälde auf Holz von Giuseppe de Nittis

Giuseppe Gaetano De Nittis (* 25. Februar 1846 in Barletta; † 22. August 1884 in Saint-Germain-en-Laye bei Paris) war ein italienischer Maler des Impressionismus.

## Leben
Seine ersten Zeichenstunden erhielt Giuseppe De Nittis bei dem lokalen Maler Giovanni Battista Calò, der ihm eindringlich zur Fortsetzung des Studiums in Florenz riet. Er wurde insbesondere von den Künstlern der Macchiaioli stark beeinflusst, die er 1863 in Florenz kennenlernte. Er war einer der Gründer der ähnlich orientierten Schule von Resina in Neapel. Später zog Giuseppe De Nittis nach Paris, wo er bis zu seinem Tod lebte. In Paris lernte er Camille Pissarro, Gustave Caillebotte, Giovanni Boldini, John Singer Sargent, Jacques-Émile Blanche, Edvard Munch und Edgar Degas, der seine Werke später beeinflusste, kennen.
Mit nur 38 Jahren starb Giuseppe De Nittis an den Folgen eines Schlaganfalls. Er wurde auf dem Friedhof von Saint-Germain-en-Laye bestattet.